# Grochowo (województwo lubuskie)

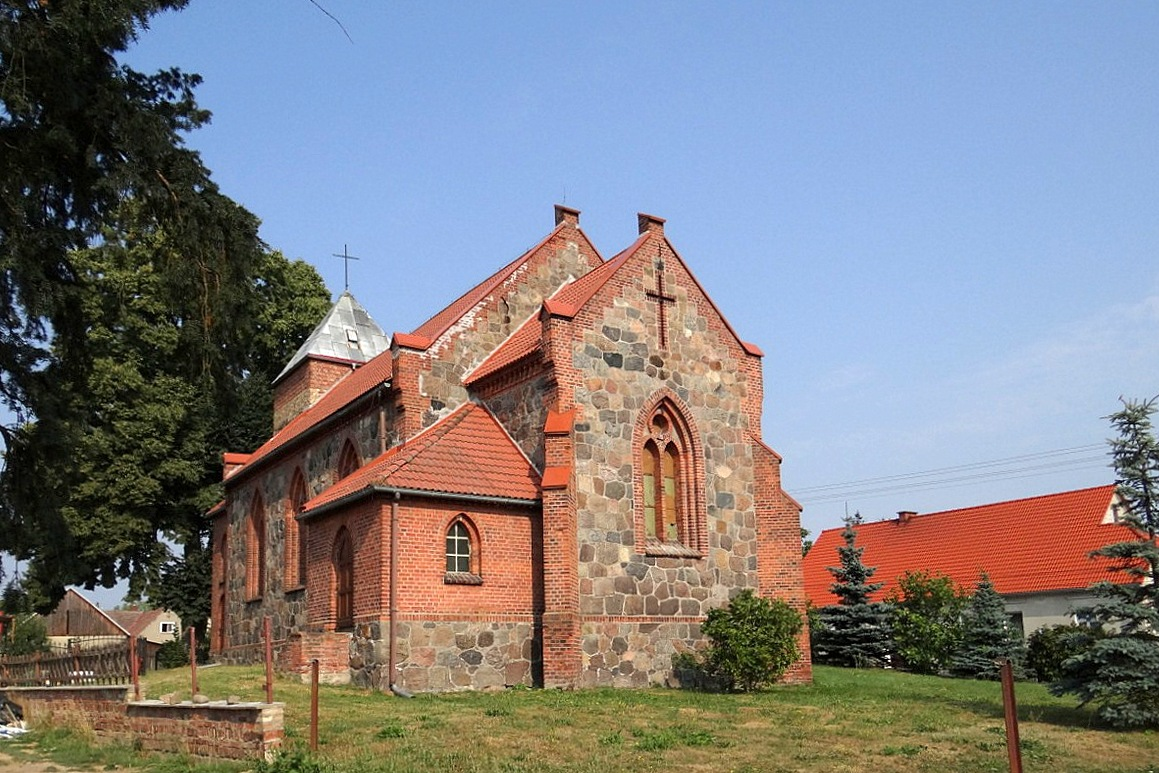
Kościół Podwyższenia Krzyża Świętego

Grochowo (niem. Grochow) – wieś w Polsce położona w województwie lubuskim, w powiecie sulęcińskim, w gminie Sulęcin.
W latach 1975–1998 miejscowość administracyjnie należała do województwa gorzowskiego.

## Historia
Od ostatecznego ustalenia się granicy między Wielkopolską a Brandenburgią w XIV w. wieś stanowiła aż po rok 1793 jedną z najbardziej na zachód wysuniętych miejscowości Królestwa Polskiego, a następnie całej Rzeczypospolitej Obojga Narodów. Wskutek II rozbioru Rzeczypospolitej wieś weszła w skład Prus, a od 1871 roku Niemiec.
W 1945 roku wieś ponownie znalazła się w granicach Polski. Jej dotychczasowi mieszkańcy zostali wysiedleni do Niemiec.
W Grochowie znajduje się filialny kościół parafii w Trzemesznie Lubuskim pw. Podwyższenia Krzyża Świętego.